# Petitella
Petitella – rodzaj słodkowodnych ryb z rodziny kąsaczowatych (Characidae).

## Taksonomia
Rodzaj poprzednio uważany za monotypowy, reprezentowany wyłącznie przez czerwonogłówkę (Petitella georgiae). W 2020 roku rodzaj poszerzono o dwóch kolejnych przedstawicieli: zwinnika czerwonoustego (Petitella rhodostoma) oraz zwinnika Blehera (Petitella bleheri), wcześniej umieszczonych w rodzaju Hemigrammus.

## Występowanie
Wszystkie trzy gatunki występują w rzekach Ameryki Południowej. Rozmieszczenie poszczególnych reprezentantów gatunku wygląda następująco:
- zwinnik czerwonousty (Petitella rhodostoma): basen Orinoko i dolny basen Amazonki[3],
- zwinnik Blehera (Petitella bleheri): basen rzeki Meta i Rio Negro[4],
- czerwonogłówka (Petitella georgiae): basen rzeki Purús, Madeira, Rio Negro oraz górny basen Amazonki w Peru[5].